# All the Way
All the Way (Todo el camino) es el sexto episodio de la sexta temporada de Buffy the Vampire Slayer.

## Argumento
La tienda de magia está llena a causa de Halloween. Cuando tiene ocasión Dawn (Michelle Trachtenberg) roba una moneda, costumbre que ha adquirido siempre que entra a alguna tienda. Buffy (Sarah Michelle Gellar) va al sótano a buscar unas cosas que le pidieron, donde sorprende a Spike (James Marsters) robando. Al final de la noche todo el grupo está agotado por el día en la tienda, excepto Anya (Emma Caulfield), que está feliz por todo el dinero que han conseguido. Xander (Nicholas Brendon), anuncia enamorado que se van a casar, pero nadie le toma en serio.
En casa de Buffy celebran una fiesta improvisada para Xander y Anya por su compromiso y Willow (Alyson Hannigan) emplea magia para decorarla. Tara (Amber Benson) le dice cuando están a solas que no le gusta que use tanto la magia. La llegada de Dawn impide que discutan. Después de un rato de charla, Dawn quiere pasar la noche en casa de una amiga. Buffy está indecisa pero finalmente le da permiso. Pero, en lugar de quedarse en casa, Dawn sale fuera con Janice (Amber Tamblyn), su novio y un amigo de éste. Van a divertirse a una casa en la que dicen que vive un loco. Retan a Dawn a acercarse y ella lo hace. Entonces sale un anciano y les invita a entrar. Una vez dentro el anciano va a la cocina a preparar algo y uno de los chicos le sigue, se transforma en vampiro y lo mata. Luego les dice a las chicas que se vayan, que el hombre era un poco raro.
Durante su patrulla, Buffy ve una ambulancia llevándose el cuerpo del anciano y advierte las mordeduras en su cuello. La madre de Janice llama a casa de Buffy para confirmar que su hija está ahí y entonces Giles (Anthony Head) descubre la mentira. Salen a avisarle a Buffy y a buscar a Dawn, quien en ese momento está recibiendo su primer beso en un coche del chico vampiro. En el Bronze, Willow quiere hacer un hechizo para localizar más fácilmente a Dawn, pero Tara se opone y acaba marchándose. Mientras, en el coche, Dawn descubre que se ha estado besando con un vampiro. Buffy llega a la cripta de Spike, quien le avisa de que Giles la estaba buscando porque Dawn mintió y no estaba en casa de Janice.
Giles está en el cementerio, oye un grito y llega a tiempo de matar al novio vampiro de Janice. Por su parte, Dawn ha huido del coche. El chico la alcanza, pero en ese momento llega Giles. En seguida les rodean más vampiros, pero por suerte aparecen Buffy y Spike. Buffy discute con Dawn por estar con un chico que no conoce y encima vampiro. Dawn le echa en cara lo de Ángel. Finalmente los vampiros se impacientan y Buffy, Giles y Spike luchan contra ellos. Dawn se escapa y su vampiro la persigue, la chica cae y el chico intenta morderla pero Dawn lo mata con un palo que llevaba en la mano.
Una vez acabada la pelea, en casa de Buffy, Anya y Xander se van. Tara, enfadada con Willow, se va a dormir seguida de su novia. Buffy le deja a Giles la responsabilidad de lidiar con Dawn. En su habitación, Willow hace discretamente un hechizo para que Tara olvide la pelea, lo que sucede inmediatamente.

## Reparto

### Personajes principales
- Sarah Michelle Gellar como Buffy Summers.
- Nicholas Brendon como Xander Harris.
- Alyson Hannigan como Willow Rosenberg.
- Emma Caulfield como Anya Jenkins.
- Michelle Trachtenberg como Dawn Summers.
- James Marsters como Spike.

### Apariciones especiales
- Anthony Stewart Head como Rupert Giles.
- Amber Benson como Tara Maclay.

### Personajes principales
- Amber Tamblyn como Janice Penshaw.
- Kavan Reece como Justin.
- John O'Leary como 'Anciano' Kaltenbach.
- Dave Power como Zack.
- Charles Duckworth como Glenn.
- Dawn Worrall como Christy.
- Emily Kay como Maria.
- Adam Gordon como Carl.
- Steven Anthony Lawrence como Chunky Kid.
- Sabrina Speer como Chica.
- Chad Erikson como Chico.
- Dominic Rambaran como Paramédico #1.
- Anthony Sago como Paramédico #2.
- Lorin Becker como Bruja.
- Lily Jackson como Witchy Poo.

## Producción

### Música
- Coinmonster - «Body of Binky»
- Fonda - «The Sun Keeps Shining on Me»
- Hope Sandoval - «Around My Smile»
- Lift - «Even If»
- Man Of The Year - «Just as Nice»
- Nikka Costa - «Everybody Got their Something»
- Opus1 music library - «How Do You Make Me Feel»
- Strange Radio - «Make Me a Star»

## Continuidad
Aquí se presentan los hechos que o bien influyen en la sexta temporada exclusivamente, o bien que viniendo de episodios anteriores influyen en este. Y por último, acontecimientos que ocurren en este episodio que influyen en las demás temporadas o en alguna otra temporada.

### Para la sexta temporada
- Willow decide borrar la memoria de lo pasado con Tara, precisamente a causa de la magia. Esto hará que la pareja se separe. Y es una muestra más del poder que va adquiriendo Willow.
- Dawn roba una moneda de la tienda de magia, algo que marca su creciente cleptomanía.